# ラス・ケチャップ
ラス・ケチャップ（Las Ketchup）は、ピラール、ロラ、ルシーア、ロシーオの4姉妹で構成されるスペインの音楽グループである。
姉妹の父はエル・トマーテ（El Tomate）として知られているフラメンコ・ギタリストのフアン・ムニョス（Juan Muñoz）であり、トマーテ（スペイン語でトマトの意）の娘であることから「ケチャップ」と命名された。
なお、ロシーオは母の許しを貰えなかったため、一時期メンバーから外れていた。
デビュー・シングル「アセレヘ（ケチャップ・ソング）」（邦題：「アセレヘ 〜魔法のケチャップ・ソング」）は世界的なヒットとなった。日本では女性3人組の「ソルトマティーナ」が「フリフリ！～魔法のケチャップダンス～」としてカバーした。

## 作品

### アルバム
- Hijas del Tomate (トマトの娘達) (2002)
- Un Blodymary (ひとつのブラディメリー) (2006)

### シングル
- Asereje (2002)
- Kusha Las playas (2002)
- Un blodymar (2006)